# Mustafa Akbaş
Mustafa Akbaş (* 30. Mai 1990 in Trabzon) ist ein türkischer Fußballspieler. Er steht seit 2021 beim Erzurumspor FK unter Vertrag.

## Karriere
Akbaş begann mit dem Vereinsfußball in der Jugend von Bahçecikspor und wechselte 2009 in die Jugend von Trabzonspor. Zum Sommer 2010 wurde er samt Ablöse an die zweite Mannschaft von Trabzonspor, an den Drittligisten 1461 Trabzon, abgegeben. Hier kam er in der Rückrunde der Saison 2009/10 zu neun Einsätzen. In der nachfolgenden Saison etablierte er sich als Stammspieler und wurde mit der Zeit zu den Führungsspielern seiner Mannschaft. Mit 1461 Trabzon feierte er zum Saisonende 2011/12 die Meisterschaft der TFF 2. Lig und damit den direkten Aufstieg in die zweitklassige TFF 1. Lig.
Im Frühjahr 2014 wechselte er zusammen mit seinem Teamkollegen Gökhan Alsan zum Hauptverein Trabzonspor.
Zur Saison 2015/16 wurde er gemeinsam mit seinem Teamkollegen Zeki Yavru an den Ligarivalen Kayserispor ausgeliehen.
Im Dezember 2018 verließ er Trabzonspor und wechselte zu Yeni Malatyaspor.

## Erfolg
1461 Trabzon
- Meister der TFF 2. Lig und Aufstieg in die TFF 1. Lig: 2011/12